# Santa Cecília do Sul
Santa Cecília do Sul est une municipalité brésilienne située dans l'État du Rio Grande do Sul.